# Sopo

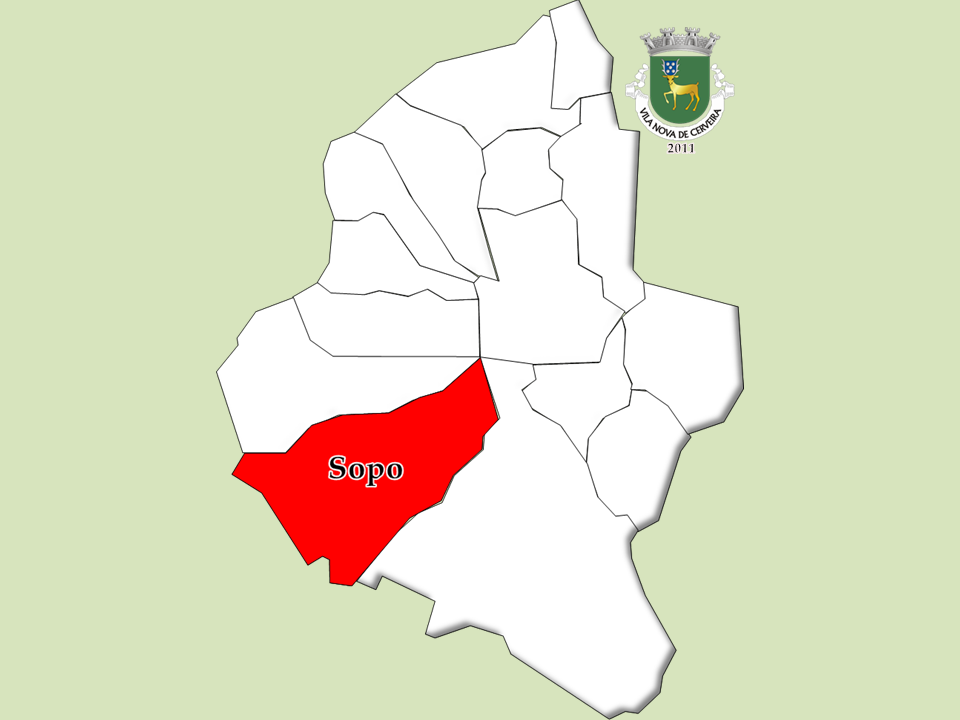
Freguesia de Sopo

Sopo é uma povoação portuguesa sede da Freguesia de Sopo do Município de Vila Nova de Cerveira, freguesia com 12,9 km² de área e 497 habitantes (censo de 2021), tendo, por isso, uma densidade populacional de 38,5 hab./km².

## Demografia
A população registada nos censos foi:
| Distribuição da População por Grupos Etários | Distribuição da População por Grupos Etários | Distribuição da População por Grupos Etários | Distribuição da População por Grupos Etários | Distribuição da População por Grupos Etários |
| -------------------------------------------- | -------------------------------------------- | -------------------------------------------- | -------------------------------------------- | -------------------------------------------- |
| Ano                                          | 0-14 Anos                                    | 15-24 Anos                                   | 25-64 Anos                                   | > 65 Anos                                    |
| 2001                                         | 72                                           | 60                                           | 277                                          | 167                                          |
| 2011                                         | 65                                           | 59                                           | 280                                          | 153                                          |
| 2021                                         | 41                                           | 41                                           | 242                                          | 173                                          |